# 点火
点火（てんか）はヒトが意思を持って燃焼現象を開始させること。着火、火を点けるとも言う。ヒトの意思によらず燃焼が始まることは自然発火という。

## 火の制御
人類が火を使いはじめた頃は、火を点けることは手間のかかることだった。以下に示す方法のうち、主に摩擦で火種を作り、保存していたとされている。

## 方法
火を点けるには火の連鎖反応を開始する温度まで何らかの方法で加熱する必要がある。現代ではマッチやライターと呼ばれる点火専用の道具があり容易に火を起こすことが可能になった。

火を起こすには以下の熱源を利用することが多い。
- 自然火災の火を利用。

木と木をこすりあわせ、摩擦熱で火を起こすバヌアツの男性。

- 摩擦による熱を利用。（キリモミ式、弓ギリ式、マイギリ式）
- レンズや鏡で集めた太陽光を利用。
- 火打石の火花を利用。
- 電気火花を利用。
- 化学反応を利用。
- 気体の断熱圧縮を利用。